# أبو عبيدة
أَبُو عُبَيْدَةَ هو المتحدثُ الرسميُّ الإعلاميُِّ لكتائبِ الشهيد عِزِّ الدِّينِ القَسَّامِ الجناحِ العسكريِّ لحركة المقاومة الإسلامية (حماس). ويعد أبو عبيدة من أوائل المطلوبين في قوائم الاغتيال الإسرائيلية نظرًا لاعتباره الشريان الرئيسي للحرب النفسية والحرب الإعلامية التي تفرضها حركة حماس الفلسطينية وباقي حركات المقاومة الفلسطينية. يُكنَّى بأبي عبيدة تيمنًا بالصحابي فاتح القدس أبي عبيدة عامر بن الجراح في عهد الخليفة عمر بن الخطاب، إلا أن هويته الحقيقية غير معروفة إلى الآن. أطلقت عليه العديد من الألقاب منها الملثم، ويشرف بشكل مباشر على دائرة الإعلام العسكري في كتائب القسام. ويتميز بفصاحة اللسان وفن الخطابة.

## الهوية
لا يُعرف الاسم الحقيقي لأبي عبيدة ولا شكله كما أنّ التفاصيل أو المعلومات الشخصية عنه أو عن حياته شبه منعدمة إن لم تكن منعدمة فعلًا، حيث يظهرُ في خرجاته الإعلاميّة أو بياناته المرئية التي ينشرها ووجهه ورأسه مغطَّيانِ بالكامل بالكوفيّة باستثناء عينيه. يظهرُ في المؤتمرات الصحفية داخل قطاع غزّة على قلّتها، كما يظهر في بيانات المرئيات المصوّرة التي تُنشر على الحسابات الرسمية لكتائب القسام في العادة وقد تُبَثُّ في بعض المرات على قناة الأقصى الفضائية التابعة لحماس وبشكلٍ أقلّ في قناة الجزيرة وباقي القنوات الفضائية الأخرى.
يُحيط غموضٌ كبيرٌ بهوية أبي عبيدة الذي يظهرُ ملثمًا دومًا بشكل منفرد أو محاطًا بمسلّحين من كتائب القسام. بات صوتُه مألوفًا بالنسبة للفلسطينيين والإسرائيليين على حدٍ سواء بعدما كان قد أطلَّ على الشاشة للمرة الأولى عام 2006 معلنًا نبأ أسر كتائب القسام للجندي الإسرائيلي جلعاد شاليط، ومنذ ذلك الوقت وهو الناطق الرسمي والرئيسي للكتائب. أكّدت مصادر قيادية في حماس أنّ وجه أبو عبيدة لا يعرفه سوى القليلين، ولم يسبق له الظهور بشكل علني في أيّة وسيلة إعلاميّة.
نشرت وسائل إعلام عبريّة عام 2014 بإيعازٍ من الشاباك صورةً زعمت أنها لأبي عبيدة وقالت إنها مأخوذةٌ من شاشة قناة الأقصى حيث يظهر فيها وجه أبي عبيدة المُلَثَّمْ وفي الأسفل صورة أخرى لشخص ذي لحية، وكُتب مقابل اسمه «حذيفة سمير عبد الله الكحلوت». نفت حركة حماس هذه المزاعم الإسرائيليّة مؤكدة أن الصورة مُرَكَّبَة ومشيرةً إلى أن الهدف منها هو محاولة الوصول لأي معلومات حقيقية عن هوية الناطق باسم الكتائب، والذي يعد فعليًا أحد القادة البارزين في الجناح المسلح لحركة حماس.
يختتم خطابه عادةً بعبارة كتائب القسام التي تنهي بالجملة المشهورة «وإنه لجهاد نصر أو استشهاد»، المأخوذة عن الشهيد عز الدين القسام قبيل استشهاده في معركة أحراش يعبد عام 1935.
| إِنَّ قَرَارَ قَصْف تَلّ أَبِيب وَالْقُدْس وَدِيمُونَا وَعَسْقَلَان وَأُسَدُودْ وَبِئْرَ اَلسَّبْعُ وَمَا قَبْلَهَا وَمَا بَعْدَهَا مِنْ اَلْأَرَاضِي اَلْمُحْتَلَّةِ أَسْهَلُ عَلَيْنَا مِنْ شُرْبَةِ اَلْمَاءِ إِذَا اُسْتُبِيحَ أَقْصَانَا وَانْتَُهِكَتْ كَرَامَتُنَا. |
| —أبو عبيدة في حديثٍ عن قصف مدن فلسطين المحتلّة خلال معركة سيف القُدس.                                                                                              |

## بداية الظهور
كانت بداية ظهور أبو عبيدة إعلاميًا عبر برنامج قديم صوَّرته قناة الجزيرة عام 2005 ولكن تأخر بثه إلى عام 2014 بعنوان "كتائب القسَّام في ضيافة البندقية للمرة الأولى"، فأطلَّ بقناعه وهو في بداية مسيرته قبل أن يصبح عَلَمًا معروفًا لكل الجماهير العربية. ثم كانت البداية لظهور أبي عبيدة مع الشارع العربي في يونيو 2006، حين أعلن عن نجاح المقاومة في تنفيذ عملية "الوهم المُتبدِّد"، التي أدت إلى قتل جنديَّيْن من جيش الاحتلال، وجرح اثنين، وأسْرِ الجندي جلعاد شاليط.

## الناطق لكتائب عز الدين القسام
يمثل أبو عبيدة بالإضافة لكونه ناطقًا رسميًا باسمِ كتائب القسَّام، شريان الحرب النفسية التي تشنّها حماس ضد إسرائيل، كما أنّ لخرجاته على قلّتها تأثيرٌ كبيرٌ في الوسطينِ الفلسطيني والإسرائيلي وعادةً ما تحظى بتغطية إعلامية كبيرة. زادت شهرة أبو عبيدة في يونيو / حزيران من عام 2020 حينما قرَّرت إسرائيل ضمّ الضفة والأغوار فخرجَ في مرئية مسجَّلة تزامنا مع ذكرى عملية الوهم المتبدد ليُؤكّد أنّ «المقاومة ستجعلُ العدو يعضّ أصابع الندم على هذا القرار الآثم بإذن الله»، واصفًا الخطط الإسرائيلية بأنها «إعلان حرب». خلال معركة سيف القدس في أيار / مايو 2021 بات ذكر اسم أبي عبيدة في وسائل الإعلام إيذانًا بوقوع حدث ما كبير، لا سيَّما على صعيد تحقيق إنجاز عسكري للمقاومة، ويرى عددٌ من المحللين والمهتمّين بالشأن الفلسطيني /الإسرائيلي أن خطابات أبو عبيدة وبياناته ذات مصداقيّة وموثوقية عالية خاصة وأنه يُعلن عن الخسائر في صفوفِ القوات الإسرائيلية وفي صفوفِ فصائل المقاومة على حدٍ سواء دون تفخيم في طرفٍ أو تقليل في الطرف الثاني، بل إنّ المراسلة العسكرية الإسرائيلية غيلي كوهين أعلنت أن الجمهور الإسرائيلي يثقُ بتصريحات الناطق باسمِ كتائب القسَّام أكثر من الناطقين الرسميين الإسرائيليين.

## الشعبوية
حصل أبو عبيدة على شهرة واسعة النطاق، مع انتظار الجميع لخطاباته فأصبحت طقسًا أساسيًا في البلاد العربية، مع ارتباطٍ عاطفي واضح به، تحوَّل معه إلى الأيقونة الاكثر شهرة بداية من معركة "سيف القدس" عام 2021، ثم خلال عملية طوفان الأقصى، في 7 أكتوبر / تشرين الأول 2023. ففي مصر صُنِعَت لأبي عبيدة أغانٍ شعبية يتعنى بها عامة الشعب، وفي الأردن يتوقف الشباب والكبار والصغار لمتابعة خطاباته وتنشر المساجد ما يقوله بمكبرات الصوت، وفي البِقاع في لبنان تضمنت أسئلة الامتحانات في المدارس اسمه، وانتشرت صورة في شوارع مدينة بيروت وقد كُتب عليها "الناطق باسم الأمة"، بينما يتنافس الأطفال في الجزائر على تأدية دوره في مسرحياتهم وألعابهم، وحتى في تركيا صار تقليد أبي عبيدة لعبةً للأطفال فضلًا عن تعليق صوره في بعض المقاهي.

## المصداقية والخطابة
استطاع أبو عبيدة أن يلعب دورًا فاعلًا على المستوى الإعلامي عبر دائرة الاعلام العسكري حيث تجاوز مجرد نقل رسائل القسام. فإذا ما تتابعت الأخبار السيئة حول جرائم الاحتلال في غزة يكون أبو عبيدة بأنه "مُهدِّئ عصبي عبر امتصاص القلق وبث الأمل في الناس دون أن يدَّعي أخبارا وهمية أو مُفبرَكة بحيث يأخذ في الاعتبار دائما كيفية التعامل النفسي بكلماته مع المستمعين العرب، مازجا بين الشحنة العاطفية واللغة الرصينة، مع الحرص على المشاعر والصدق".
تتميز خطاباته بالتثقيف الموضوعي بمجريات المعركة، ورسائل بلاغية دقيقة الصياغة للأطراف المختلفة، ولا تخلو كلماته أيضا من الرسائل ذات الطابع الساخر.